# Chutes Huangguoshu
Les chutes Huangguoshu (chinois simplifié : 黄果树瀑布 ; chinois traditionnel : 黃果樹瀑布 ; pinyin : huáng guǒ shù pùbù ; littéralement : chutes de l'arbre aux fruits jaunes) est une chute d'eau sur la rivière Baishui à Anshun dans la province chinoise du Guizhou. La chute principale est la plus grande chute d'Asie.

## Parc national de Huangguoshu
Le parc paysager de Huangguoshu (黄果树风景名胜区) a été proclamé parc national le 8 novembre 1982.

## Galerie

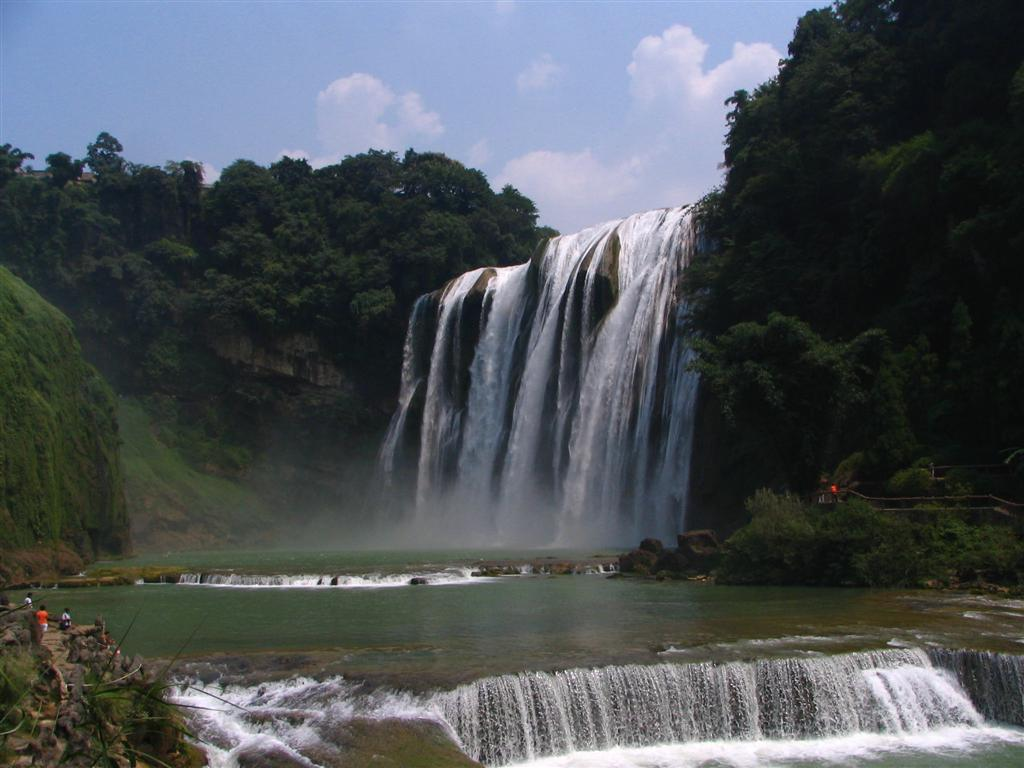
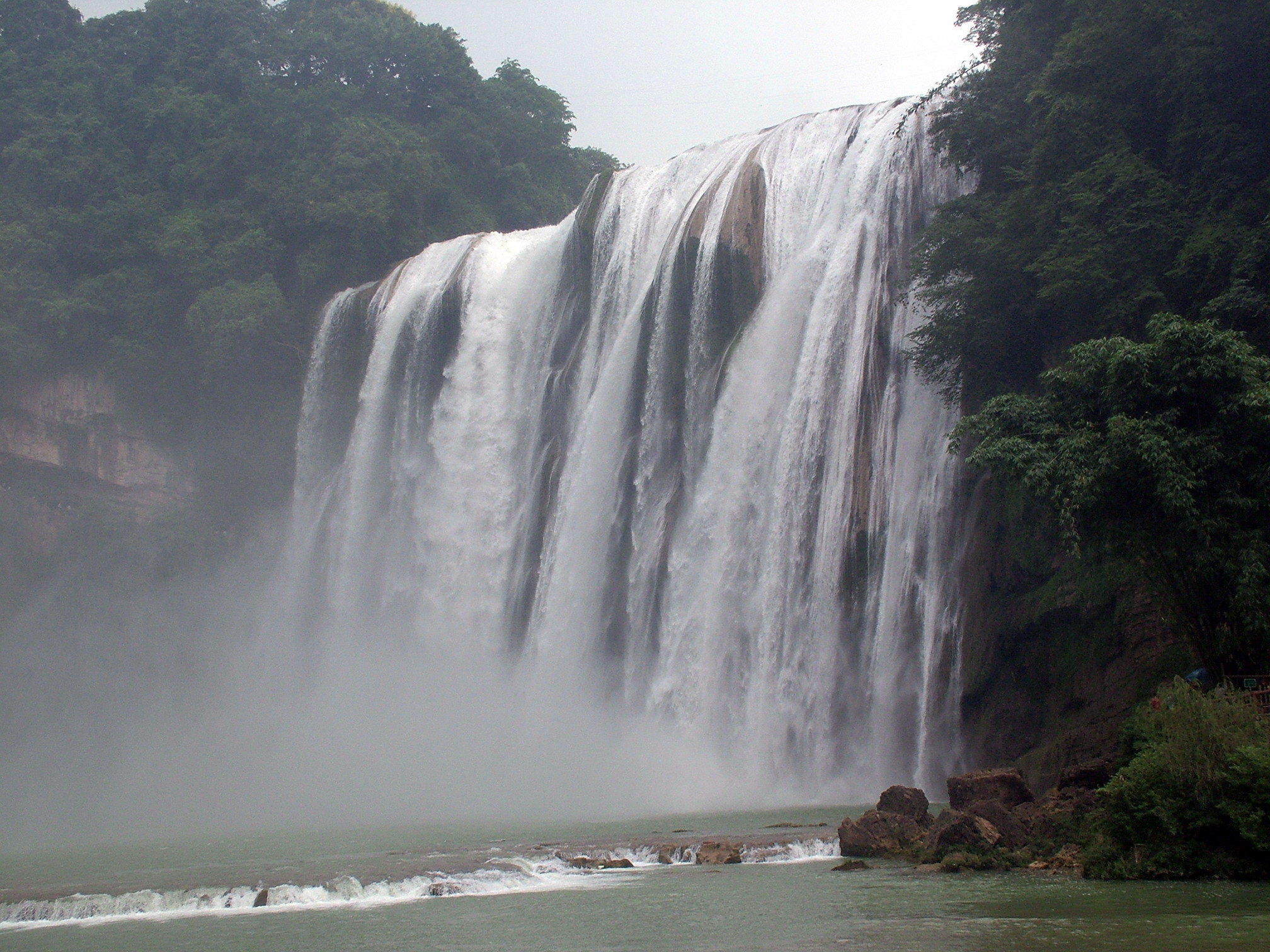
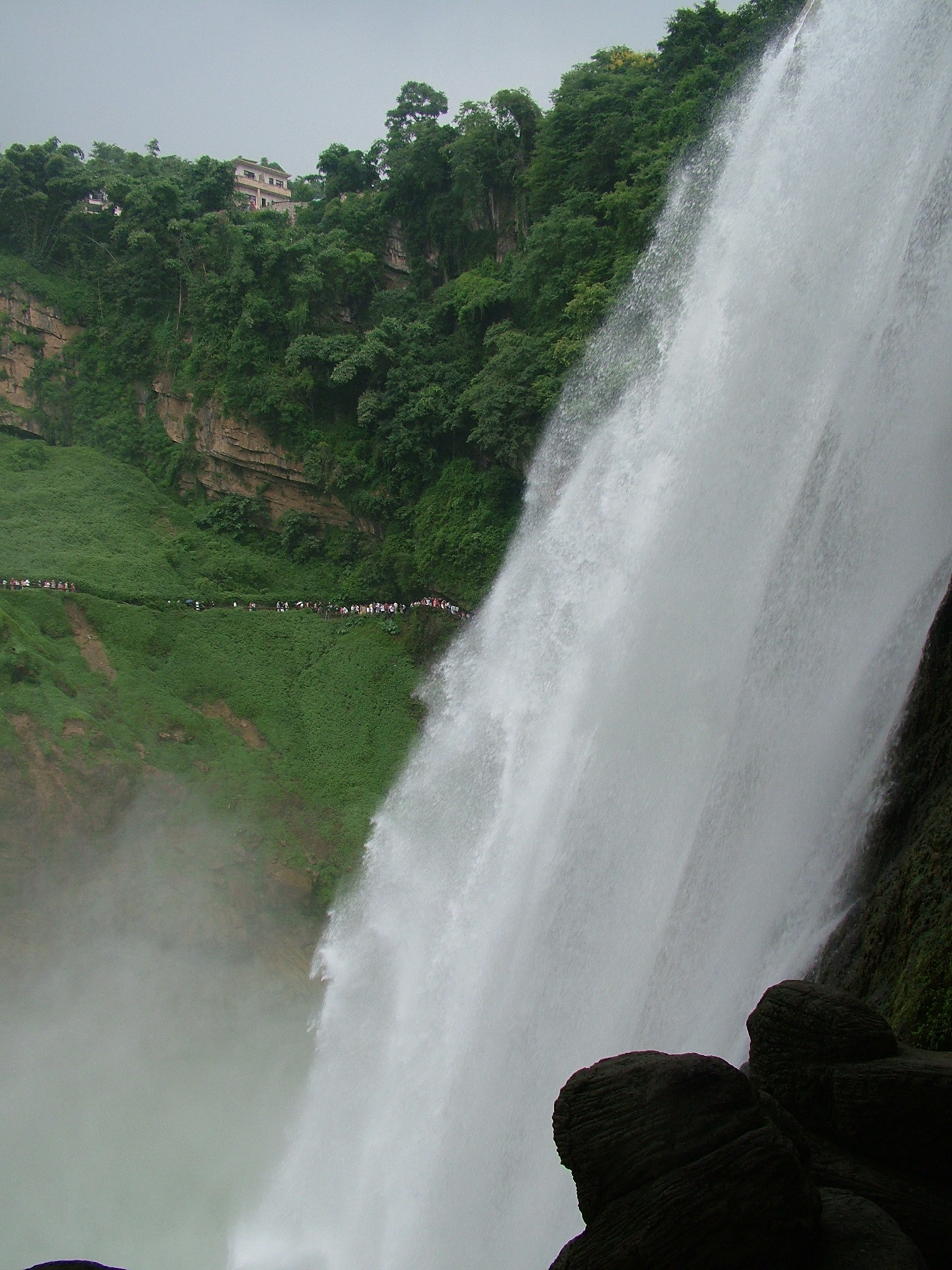
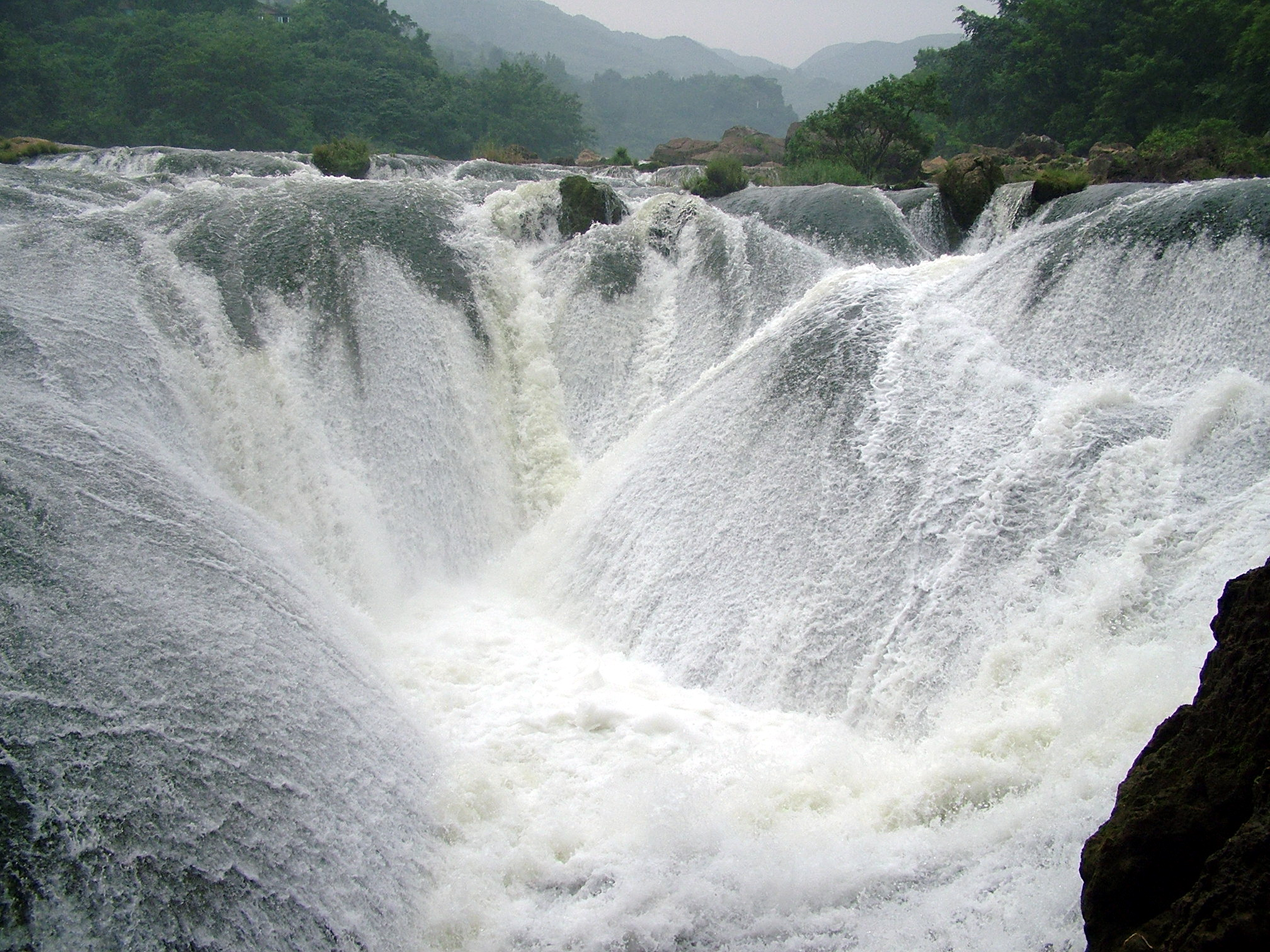
Près des chutes Yinlianzhuitan (銀鏈墜潭瀑布).
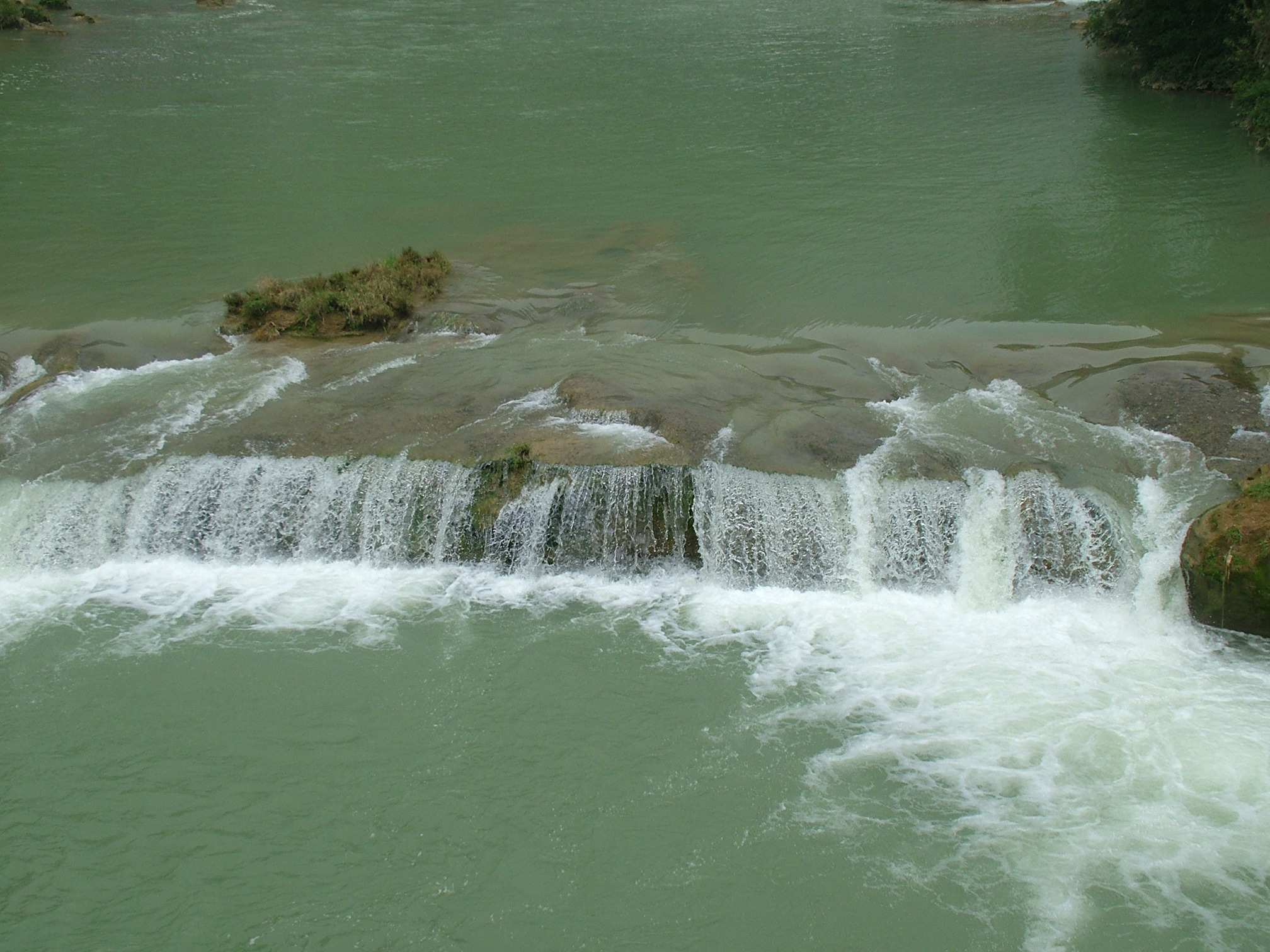
Près des chutes Xiniutan (犀牛潭瀑布).